# Autoportret z koniem na polowaniu
Autoportret z koniem na polowaniu – obraz olejny (autoportret) namalowany przez polskiego malarza Wojciecha Kossaka w 1924 roku.
Kossak przedstawił się na tym obrazie w kapeluszu i stroju myśliwskim z białym koniem trzymanym za wodze w trakcie polowania z naganką. W tle naganiacze z psami myśliwskimi.
Obraz znajduje się w zbiorach Muzeum Narodowego w Warszawie.